# Universíada de Verão de 2017

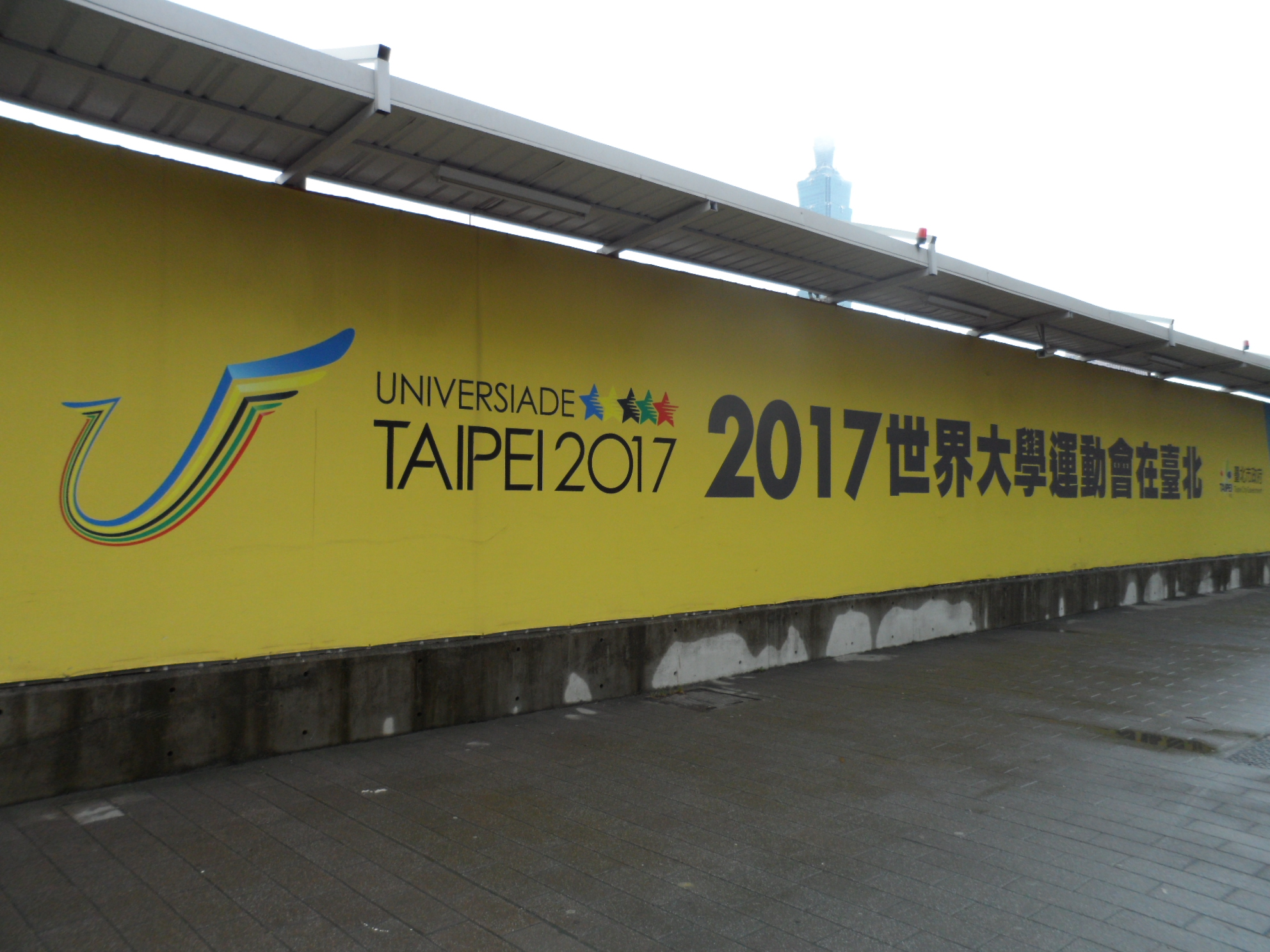
Logotipo inicial da edição.

A XXIX Universíada de Verão teve como sede principal a Cidade de Taipei e as cidades vizinhas de Nova Taipei, Taoyuan e Hsinchu, além do Condado de Hsinchu em Taiwan, entre 19 a 30 de agosto de 2017. Esta foi a segunda edição consecutiva da versão de verão do evento no Extremo Oriente e a oitava na Ásia. Além disso, foi a última edição do evento onde a faixa de idade permitida foi de 18 a 27 anos. A partir de Nápoles 2019, o limite de idade passará para a faixa etária de 17 a 25 anos.

## Processo de candidatura
Apenas duas cidades entregaram na sede da Federação Internacional do Esporte Universitário (FISU) os seus livros de candidatura em 3 de maio de 2011. As candidatas para esta edição foram Cidade de Taipei, na República da China, que fora candidata para a edição de 2015 e acabou perdendo para Gwangju e Brasília, no Brasil.
Em 30 de novembro de 2011, na sede da FISU em Bruxelas, na Bélgica, foi escolhida a cidade-sede. Já a cidade de Almaty no Cazaquistão foi aclamada sede da edição de 2017 de inverno. De um total de 22 votos disponíveis no Comitê Executivo, Taipei conseguiu 13 votos enquanto Brasília recebeu apenas nove.
Embora, desde 2001, a FISU tenha optado por um revezamento continental, o que era menos propício para Taipei, as questões financeiras e de infraestrutura pesaram para a escolha e o declarado apoio oficial prevaleceu para a escolha da cidade, o que faltava para Brasília, apesar de que a cidade tinha um portfólio gigantesco de eventos passados. O governo taiwanês indicou que este evento serviria de teste para eventos maiores como uma eventual candidatura futura para Jogos Asiáticos e, até mesmo, para uma futura candidatura aos Jogos Olímpicos de Verão. Outro fator que pesou foi a falta de experiência de Brasília, já que Taipei sediou as Surdolimpíadas de Verão de 2009 e a Exposição internacional de Flores em 2010.

### Taipei
Taipei, na República da China, foi a vencedora e é a segunda maior cidade da ilha com 2,6 milhão de habitantes. É o centro político, cultural e econômico da ilha. Foi fundada no início do Século XVIII, mas passou a se destacar como polo comercial em meados do século XIX. A Dinastia Quing transformou Taipei na capital provincial em 1886. Considerada uma cidade global, Taipei é parte de um grande pólo industrial e apresenta uma infraestrutura consolidada. A cidade está servida por um aeroporto internacional: o Taipei Songshan que é o aeroporto municipal da cidade de Taipei, operando todos os voos domésticos para a cidade e os voos internacionais de companhias de baixo custo para os países vizinhos do Extremo Oriente, além disso tem o Taiwan Taoyuan na Municipalidade de Taoyuan em suas cercanias, e que é o principal aeroporto internacional do país, que e é o hub internacional das duas principais companhias aéreas do país a EVA Air e a China Airlines.
Esta foi a quinta candidatura  da Federação do Desporto Universitário do Taipei Chinês para o evento, já que perdeu a disputada para a edição de 2013 para Cazã e de 2015 para Gwangju. Kaoshiung foi a candidata para a edição de 2001 e acabou perdendo para Pequim, enquanto Tainan foi candidata para a edição de 2007 e acabou perdendo para Bangkok.

### Brasília
Brasília, no Brasil, era a outra candidata. É a quarta maior cidade do país com 2,5 milhões de habitantes. A cidade tem três universidades e sua candidatura apostava em consolidar o Desporto Universitário nas Américas.

## Modalidades

### Obrigatórias
As modalidades obrigatórias (oito esportes) são determinadas pela FISU e, salvo alteração feita na Assembléia Geral da FISU, valem para todas as Universíadas de Verão.
| - Atletismo (50) - Basquetebol (2) - Esgrima (12) - Futebol (2) - Ginástica artística (14) | - Ginástica rítmica (9) - Judô (18) - Natação (42) - Polo aquático (2) | - Saltos ornamentais (14) - Taekwondo (23) - Tênis (7) - Tênis de mesa (7) - Voleibol (2) |

### Opcionais
As modalidades opcionais são determinadas pela Federação Nacional de Esportes Universitários (National University Sports Federation - NUSF) do país organizador e deveriam retornar ao número de 3 a partir desta edição.Em maio de 2013,o Comitê Organizador ao reportou a FISU que apesar de todos os esforços,o interesse local era baixo e assim o o Comitê Organizador solicitou a adição de dois novos esportes opcionais: o golfe e o levantamento de peso, refletindo a popularidade dos esportes no país e também o sucesso dos atletas locais nas edições recentes, quando estas modalidades também eram opcionais. O pedido foi apoiado pelas autoridades governamentais da ilha pela Federação Taiwanesa do Desporto Universitário. Mesmo assim,os esforços não surtiram efeito e uma nova expansão foi pedida em outubro de 2014, quando o Comitê Organizador solicitou que os esportes sobre rodas e o wushu fossem adicionados ao programa por sua alta popularidade no país.Também foi pedida a transformação do torneio de demonstração do bilhar em um evento oficial,o que também foi autorizado. Cabe ressaltar que esta edição foi a última em que o tiro com arco e o badminton estavam no programa como esportes opcionais.O tiro com arco se tornou um esporte compulsório em Nápoles 2019, enquanto que o badminton não fez parte do programa desta edição e retornará agora como compulsório em Chengdu 2021.
| - Bilhar (4) - Beisebol (1) - Badminton (7) - Golfe (4) | - Halterofilismo (15) - Patinação de velocidade (16) - Tiro com arco (10) - Wushu (14) |

### Revezamento da tocha
O revezamento da Tocha da XXIX Universíada de Verão foi elaborado para celebrar e promover a cultura de Taipei.Este foi o primeiro revezamento na história da Universíada de Verão a usar um formato padronizado com duas fases; A primeira que é internacional e a segunda que é doméstica. Além disso, a partir dessa edição a tocha da Universíada será acessa na cidade italiana de Turim, pois a cidade, que sediou a edição inaugural da Universíada de Verão de 1959 e sediou o evento novamente em 1970 e a edição de inverno de  2007.
A chama foi acesa por meio de uma cerimônia realizada por um grupo de aborígenes de Taiwan. O presidente da Federação Internacional do Esporte Universitário  (FISU), Oleg Matytsin, foi o primeiro a receber a tocha e a entregará para a prefeita de Turim Chiara Appendino. Appendino entregou a tocha para o prefeito de Taipei Ko Wen-je, que irá entregar-lá para um portador da cidade de Taipei. Após uma performance de canto aborígene de cinco minutos, a fase internacional do revezamento teve início exatamente na frente do prédio mais famoso de Turim, a Mole Antonelliana aonde o portador de Taiwan irá entregar a tocha para um portador italiano, indicado pela prefeitura da cidade. Dois dias depois a tocha irá para o sul da Itália e visitou Nápoles, que foi sede da Universíada de Verão de 2019. A rota urbana foi de 3,2 km começando no epicentro da edição de 2019, a Universidade de Nápoles Federico II, a rota também passará pelas principais praças da cidade, inclusive a Praça do Plebiscito e terminará no Castelo do Ovo as margens do Mar Mediterrâneo. Posteriormente, o revezamento continuou em Bangkok, na Tailândia,sede da Universíada de Verão de 2007. passando por alguns dos principais centros da cidade. Depois a tocha visitou Daegu, na Coreia do Sul, sede da Universíada de Verão de 2003. No dia 29 de junho, a tocha  chegou em Taiwan por meio de um voo de carreira da China Airlines e foi para o Arquipélago de Kinmen, dois dias depois no dia 1o de julho. No dia 5 de julho, a chama foi levada para o Monte Yushan, a montanha mais alta de Taiwan, e dali irá visitar os demais 21 distritos de Taiwan passando inclusive pelas Ilhas Matsu e as Ilhas Pescadores. O revezamento terminou na noite de 19 de agosto ao final da cerimônia de abertura.

## Calendário
As caixas em azul representam uma competição ou um evento qualificatório de determinada data. As caixas em amarelo representam um dia de competição valendo medalha. Cada ponto dentro das caixas representa uma disputa de medalha de ouro.
| CA | Cerimônia de abertura | ● | Competições | 1 | Finais de competições | CE | Cerimônia de encerramento |

| Programa                | Agosto | Agosto | Agosto | Agosto | Agosto | Agosto | Agosto | Agosto | Agosto | Agosto | Agosto | Agosto | Agosto | T   |
| Programa                | 18     | 19     | 20     | 21     | 22     | 23     | 24     | 25     | 26     | 27     | 28     | 29     | 30     | T   |
| ----------------------- | ------ | ------ | ------ | ------ | ------ | ------ | ------ | ------ | ------ | ------ | ------ | ------ | ------ | --- |
| Cerimônias              |        | CA     |        |        |        |        |        |        |        |        |        |        | CE     |     |
| Atletismo               |        |        |        |        |        | 2      | 6      | 10     | 12     | 11     | 10     |        |        | 50  |
| Badminton               |        |        |        |        |        | ●      | ●      | 1      |        | ●      | ●      | 5      |        | 6   |
| Basquetebol             |        |        | ●      | ●      | ●      | ●      | ●      | ●      | ●      | ●      | 1      | 1      |        | 2   |
| Beisebol                |        |        | ●      | ●      | ●      | ●      | ●      |        | ●      | ●      | ●      | 1      |        | 1   |
| Bilhar                  |        |        |        |        |        |        |        | ●      | ●      | 2      | ●      | 2      |        | 1   |
| Esgrima                 |        |        | 2      | 2      | 2      | 2      | 2      | 2      |        |        |        |        |        | 12  |
| Futebol                 | ●      | ●      | ●      | ●      | ●      | ●      | ●      | ●      | ●      | ●      | 1      | 1      |        | 2   |
| Ginástica artística     |        | ●      | 1      | 1      | 2      | 10     |        |        |        |        |        |        |        | 14  |
| Ginástica rítmica       |        |        |        |        |        |        |        |        |        | ●      | 2      | 6      |        | 8   |
| Golfe                   |        |        |        |        |        |        | ●      | ●      | ●      | 4      |        |        |        | 4   |
| Halterofilismo          |        |        | 3      | 3      | 3      | 2      | 2      | 3      | 3      |        |        |        |        | 14  |
| Judô                    |        |        | 4      | 4      | 4      | 4      | 2      |        |        |        |        |        |        | 18  |
| Natação                 |        |        | 4      | 5      | 5      | 7      | 7      | 4      | 7      | 8      | 2      |        |        | 42  |
| Patinação de velocidade |        |        |        | 4      | 4      | 4      |        | 2      | 2      |        |        |        |        | 16  |
| Polo aquático           | ●      | ●      | ●      | ●      | ●      | ●      | ●      | ●      | ●      | ●      | ●      | 1      | 1      | 2   |
| Saltos ornamentais      |        |        | 2      | 2      | 1      | 1      | 3      | 1      | 1      | 1      | 1      |        |        | 12  |
| Taekwondo               |        |        | 2      | 3      | 4      | 4      | 4      | 4      | 2      |        |        |        |        | 22  |
| Tênis                   |        |        |        | ●      | ●      | ●      | ●      | ●      | ●      | ●      | 2      | 5      |        | 7   |
| Tênis de mesa           |        |        |        |        |        |        | ●      | ●      | 2      | 1      | 2      | 2      |        | 7   |
| Tiro com arco           |        |        | ●      | ●      | ●      | 5      | 5      |        |        |        |        |        |        | 10  |
| Voleibol                |        | ●      | ●      | ●      | ●      | ●      | ●      | ●      | ●      | ●      | 1      | 1      |        | 2   |
| Wushu                   |        |        |        |        |        |        |        |        |        | 2      | 10     | 10     |        | 22  |
| Finais                  | —      | —      | 18     | 24     | 24     | 41     | 29     | 29     | 27     | 24     | 21     | 33     | 1      | 271 |
| Programa                | 18     | 19     | 20     | 21     | 22     | 23     | 24     | 25     | 26     | 27     | 28     | 29     | 30     |     |
| Programa                | Agosto |        |        |        |        |        |        |        |        |        |        |        |        |     |

## Medalhas
O Quadro de medalhas é uma lista que classifica as Federações Nacionais de Esportes Universitários (NUSF) de acordo com o número de medalhas conquistadas. Serão disputadas 276 finais em 19 modalidades olímpicas e em três não olímpicas.
| Atualizado em 10h 22min de 31 de maio de 2024 (UTC) | v d e |

| Ordem | País                | Medalha de ouro | Medalha de prata | Medalha de bronze |     |  |
| ----- | ------------------- | --------------- | ---------------- | ----------------- | --- |  |
| 1     | JPN Japão           | 37              | 27               | 37                | 101 |  |
| 2     | TPE Taipé Chinês    | 30              | 35               | 31                | 96  |  |
| 3     | KOR Coreia do Sul   | 30              | 22               | 30                | 82  |  |
| 4     | RUS Rússia          | 25              | 31               | 38                | 94  |  |
| 5     | USA Estados Unidos  | 16              | 19               | 16                | 51  |  |
| 6     | UKR Ucrânia         | 12              | 11               | 13                | 36  |  |
| 7     | PRK Coreia do Norte | 12              | 5                | 6                 | 21  |  |
| 8     | ITA Itália          | 9               | 6                | 17                | 32  |  |
| 9     | CHN China           | 9               | 6                | 2                 | 17  |  |
| 10    | IRI Irã             | 8               | 4                | 11                | 23  |  |
|       |                     |                 |                  |                   |     |  |
| 28    | BRA Brasil          | 2               | 4                | 6                 | 12  |  |
| 29    | POR Portugal        | 2               | 1                | 2                 | 5   |  |
|       |                     |                 |                  |                   |     |  |
| 32    | MAC Macau           | 2               |                  |                   | 2   |  |

     País sede destacado.

## Controvérsias

### Mudança de Locais
Em Junho de 2015, o  prefeito de Taipei, Ko Wen-je anunciou a mudança do local das cerimônias do Taipei Dome para Estádio Municipal de Taipei devido aos constantes atrasos na construção do estádio coberto.

### Esportes Aquáticos
As provas de natação estavam originalmente planejadas para acontecer na piscina do Shih-hsin Hall, localizado no Campus Tianmu da Universidade de Taipei, juntamente com as provas de saltos ornamentais. Mas, após inúmeras inspeções técnicas se constatou que a largura do bloco de partida da piscina era de apenas 5 metros, não atendendo a largura exigida pela Federação Internacional de Natação que exige que a largura seja de 10 metros. Com isso, apenas as provas de saltos ornamentais foram mantidas no local. O conselho da cidade de Taipei foi forçado mudar seu planejamento e estudou inúmeras alternativas para as provas de natação e assim também economizar custos. Após alguns meses de negociação, se optou pela montagem de uma piscina temporária na Arena da NTSU (Universidade Nacional de Esportes de Taiwan). As duas instalações irão sediar os jogos do torneio de polo aquático, sendo que as finais serão na Arena da NTSU.

### Participação daRepública Popular da China
O sorteio para os eventos coletivos foi realizado em 11 de maio durante o encontro dos chefes de delegação no Hotel Shangri-La, mas ao contrário dos prognósticos a República Popular da China não se inscreveu para qualquer esporte coletivo, alegando um choque de datas com os Jogos Nacionais da China.
De acordo com a Federação Internacional de Esportes Universitários (FISU), a Federação dos Esportes Universitários da China (FUSC) enviou uma carta para a instituição dias antes, confirmando que não iria boicotar os Jogos, ao contrário do que já havia sido amplamente divulgado. Mas, que para o choque da FISU e dos organizadores locais, a China não iria enviar sua delegação para os esportes coletivos. Algumas horas antes do sorteio dos grupos, a delegação chinesa entrou em contato com os organizadores locais e a própria FISU, e explicou que este boicote parcial foi motivado pelo choque de datas entre a Universíada e os Jogos Nacionais da China, aonde, os atletas dos esportes coletivos, irão representar as suas províncias, Além disso, o boicote envolveu as delegações de alguns esportes individuais como a ginástica artística e os saltos ornamentais. A mídia internacional chamou este movimento de "boicote parcial".. Indiferente a isto Hong Kong, que é uma Região Administrativa Especial da China, se inscreveu em dois torneios masculinos: o vôlei e o basquete. A mídia internacional chamou este movimento de "boicote parcial".Enquanto que a Universíada será realizada de 19 a 30 de agosto. Os Jogos Nacionais da China de 2017 serão realizados de 27 de agosto a 8 de setembro e são normalmente realizados uma vez a cada quatro anos. Historicamente, os dois eventos foram realizados no mesmo ano, mas em períodos diferentes, inclusive em 2001, quando a Universiada de Verão foi realizada na China Continental. Mas, mesmo assim Taipei sempre enviou delegações para os esportes coletivos. As autoridades taiwanesas acreditam que a decisão foi tomada para evitar potenciais novos problemas nas já tensas relações entre os dois lados do Estreito.Como consequência da situação, a delegação chinesa que estava em Taipei decidiu boicotar a cerimônia de abertura.

### Participação do Time Russo de Atletismo
Em 10 de agosto de 2017, faltando 9 dias para a cerimônia de abertura, o site britânico Inside The Games reportou que a Federação Internacional de Esportes Universitários (FISU) estava aguardando as inscrições dos atletas do time russo de atletismo, e que enquanto isso a entidade espera confirmar a participação dos mesmos como Atletas Independentes no evento. A Federação Russa de Atletismo foi suspensa pela Associação Internacional de Federações de Atletismo (IAAF) desde novembro de 2015, na sequência de alegações de doping suportadas pelo Estado Russo. Atletas russos perderam os Jogos Olímpicos de Verão de 2016 e seus atletas competiram sob uma bandeira neutra no Campeonato Mundial de Atletismo de 2017.
Sergey Seiranov, presidente da União de Esportes dos Estudantes Russos, afirmou que a Rússia não irá enviar uma delegação para as competições de atletismo, por que nenhum acordo entre as três partes foi firmado. Questionada, a FISU respondeu ao site, alegando que existe um acordo para os atletas russos aparecerem como independentes foi aprovado pela IAAF no mês passado.
Eles afirmam que agora estão aguardando uma lista de atletas habilitados, feita por autoridades russas, o que lhes permitiria fazer as inscrições e confirmar que eles são competidores independentes de atletismo. A FISU enviou à IAAF uma lista de atletas da Federação Russa que poderiam participar como atletas independentes e que foram autorizados pelas mesmas. Estes atletas independentes são livres para competir sob a bandeira da FISU e como a delegação dos Atletas Universitários Independentes (IFP), além disso terão que usar um uniforme neutro e em qualquer cerimônia oficial do evento, a bandeira da FISU será hasteada. Existem 11 atletas nessa situação esperando a permissão para se inscrever no evento e que a FISU estará só esperando a lista para confirmar a inscrição dos mesmos.

### Participação da Delegação de Uganda
Alguns dias antes da cerimônia de abertura, o chefe da delegação do país Norman Katende divulgou que a viagem de seus atletas seria cancelada por que o país entende que existe somente uma "China". Katende publicou uma carta recebida do Ministério das Relações Exteriores ugandês, que dizia: "O objetivo desta carta é informá-lo sobre "a única política da China", que é a posição do governo do Uganda. A este respeito, portanto, o Ministério das Relações Exteriores está informando que seu Ministério não envia uma delegação oficial para participar ".  A representante do Ministério dos Negócios Estrangeiros de Taiwan, Eleanor Wang, disse: "O time de Uganda, está tentando convencer as autoridades de seu país para participar dos Jogos". Em uma atualização realizada em 15 de agosto, Katende publicou uma declaração do chefe do Departamento de Esportes e Recreação da Universidade Makerere, Peninnah Kabenge, citando "abuso de autoridade e um e mal entendido" pelas ações do Ministério.No mesmo,  dia, Kabenge confirmou mais tarde, escrevendo: "A equipe de Uganda está a caminho da 29ª  Universíada".." 

### Tumultos durante a cerimônia de abertura
Algumas horas antes do inicio da Cerimônia de Abertura, um rumor tomou conta da organização do evento, de que existiam simpatizantes ou membros do Estado Islâmico estavam infiltrados entre os voluntários e os atletas. 
Para piorar a situação, na noite do dia 19 de agosto, durante a cerimônia de abertura, quando as delegações já se posicionavam para a entrar no estádio durante a Parada das Nações, manifestantes com a bandeira de Taiwan e faixas com ideogramas conseguiram invadiram uma área isolada do lado de fora do Estádio e foram imediatamente contidos pelas forças de segurança. Mesmo com um intenso esquema de segurança, não se conseguiu evitar um constrangimento durante a cerimônia de abertura. Um grupo de aposentados com uma bandeira do país e cartazes com ideogramas, invadiu uma área restrita do lado de fora do estádio em um protesto contra a recente reforma da previdência no país, aonde também se juntaram a grupos contrários ao regime político de Taipei tentaram impedir a chegada de atletas e público ao local chamando a atenção para as causas pró-democracia locais, levando a confrontos que originalmente não foram percebidos pela estimativa de mais de 20 mil pessoas que estavam assistindo no Estádio de Taipei.
O embate chegou a bloquear por alguns minutos, causando um buraco após o término da entrada das delegações que começavam com a letra B.
Minutos depois, o desfile prosseguiu apenas com voluntários segurando as bandeiras  dos países, a partir da letra C, em ordem alfabética da língua inglesa. Esses atletas só entraram no estádio após a passagem da última bandeira, do Zimbábue, e foram calorosamente recebidos. Mais de  cinco mil policiais uniformizados ou a paisana armados com rifles, foram acionados para fazer a segurança do evento, que apesar de todos esses incidentes aconteceu sem problemas.
Ao discursar, o presidente da FISU, o russo Oleg Matysin, constrangido, chegou a comentar o incidente: "Desculpem pelo atraso, mas, às vezes, as melhores coisas valem a espera", disse ele. "Ninguém pode parar nossos estudantes, ninguém pode parar nossa unidade e amizade". Em nota oficial, a organização dos Jogos minimizou o protesto, mas admitiu que irá rever os procedimentos de segurança do evento e disse esperar que as Olimpíadas Universitárias sejam realizadas sem incidentes. "A FISU (Federação Internacional de Esportes Univesitários) espera que a Universíade seja uma celebração pacífica do esporte, da educação e da cultura", disse o comunicado.Além disso, os atletas da China Continental, aparentemente se recusaram a participar da cerimônia de abertura. Um voluntário carregou a bandeira da República Popular da China em torno do estádio, mas os atletas optaram por não seguir para trás. Os motivos para o boicote à cerimônia não foram esclarecidos embora a mídia local tenha afirmado que foi devido à presença de Tsai Ing-wen.. Cinco dias depois da cerimônia, as autoridades do país, prenderam um homem que segundo elas, estava envolvido no lançamento de bombas de fumaça durante os distúrbios do lado de fora do Estádio Municipal de Taipei. De acordo com o site Taiwan News, a polícia detive um "oficial militar aposentado" ontem depois de identificá-lo através de imagens da CCTV.. A polícia de Kaohsiung planeja transferir o suspeito para a carceragem do Ministério Público Distrital de Taipei, que está conduzindo  a investigação sobre os protestos..

### Tentativa de Assassinato de Tsai Ing-Wen
No dia anterior, um homem carregando uma Bandeira da China foi atacado e preso pela polícia taiwanesa depois de atacar e ferir um policial militar da Guarda Presidencial com uma katana do lado de fora do Escritório do Presidente de Taiwan em Taipei. O suspeito já tinha roubado a valiosa katana, que é uma reliquia da Segunda Guerra Sino-Japonesa, a crença popular diz que a katana foi usada para matar 107 pessoas, durante o Massacre de Nanjing e estava em exposição no Museu das Forças Armadas de Taiwan. A polícia também encontrou uma "ameaça de morte" na posse do homem, afirmando sua admiração pela República Popular da China e pela pessoa de Xi Jinping. O oficial ferido foi levado para o Hospital Universitário de Taipei, que divulgou uma nota dizendo que ele estava em condição estável. A presidente taiwanesa, Tsai Ing-wen, estava dentro do prédio, recebendo os filhos do seu staff, embora ela não estivesse em perigo direto. O atacante, identificado como Lu Chun-yi, de 51 anos, admitiu mais tarde aos promotores que sua intenção era assassinar a presidente.   